# Sri Kailas
Der Sri Kailas (andere Schreibweise: Shri Kailash, Hindi श्री कैलाश Śrī Kailāś) ist ein 6932 m hoher Berg im Himalaya in Uttarakhand (Indien). 
Der Sri Kailas befindet sich im Nordosten der Gangotri-Gruppe im westlichen Garhwal-Himalaya. 
Der Berg besitzt eine pyramidenförmige Gestalt. Er gilt als einer der Wohnsitze der hinduistischen Shiva-Gottheit.
Der Sri Kailas ist nach Chaukhamba, Satopanth und Kedarnath der vierthöchste Berg der Gangotri-Gruppe. Der Raktvamgletscher, ein östlicher Tributärgletscher des Gangotrigletschers, hat sein Nährgebiet an der Südflanke des Berges.   
Der Sri Kailas wurde im Jahr 1938 von einer deutsch-österreichischen Expedition, geführt von Rudolf Schwarzgruber, erstbestiegen. Sie erreichte den Gipfel vom Raktvamgletscher aus über den Westgrat.